# لين بولسون
لين بولسون (بالإنجليزية: Lynn Polson)‏ مواليد 19 أبريل 1962 في سانت كاثرينز، أونتاريو، كندا، هي لاعبة كرة سلة كندية معتزلة. مثلت منتخب بلادها. شاركت في دورة الألعاب الأولمبية الصيفية سنة 1984. حققت المركز الثالث في كأس العالم لكرة السلة للسيدات 1986.

## الميداليات
| الميدالية | المسابقة                           |
| --------- | ---------------------------------- |
| برونزية   | كأس العالم لكرة السلة للسيدات 1986 |

## روابط خارجية
- لين بولسون على موقع الاتحاد الدولي لكرة السلة (الإنجليزية)
- لين بولسون على موقع بروبوليرز (الإنجليزية)
- لين بولسون على موقع سبورتس رفرنس (الإنجليزية)
- لين بولسون على موقع أوليمبيديا (الإنجليزية)